# Nice (arrondissement)
Arrondissementet Nice er et fransk arrondissement, der ligger i departementet Alpes-Maritimes. Arrondissementet består af 33 cantoner, hvoraf de 14 ligger i selve byen Nice. Det dækker nogenlunde det område, der udgjorde grevskabet Nice, før dets anneksion til Frankrig i 1860.
Arrondissementets hovedby er Nice.
Cantonerne er:
| Canton kode | Navn                              |
| ----------- | --------------------------------- |
| 06-03       | Canton de Beausoleil              |
| 06-04       | Canton de Breil-sur-Roya          |
| 06-07       | Canton de Contes                  |
| 06-09       | Canton de L'Escarène              |
| 06-11       | Canton de Guillaumes              |
| 06-27       | Canton de Lantosque               |
| 06-12       | Canton de Levens                  |
| 06-13       | Canton de Menton-Est              |
| 06-52       | Canton de Menton-Ouest            |
| 06-18       | Canton de Puget-Théniers          |
| 06-19       | Canton de Roquebillière           |
| 06-20       | Canton de Roquesteron             |
| 06-22       | Canton de Saint-Étienne-de-Tinée  |
| 06-23       | Canton de Saint-Martin-Vésubie    |
| 06-24       | Canton de Saint-Sauveur-sur-Tinée |
| 06-26       | Canton de Sospel                  |
| 06-31       | Canton de Tende                   |
| 06-29       | Canton de Villars-sur-Var         |
| 06-30       | Canton de Villefranche-sur-Mer    |
| 06-14       | Canton de Nice-1 (1)              |
| 06-15       | Canton de Nice-2 (2)              |
| 06-16       | Canton de Nice-3 (3)              |
| 06-17       | Canton de Nice-4 (4)              |
| 06-32       | Canton de Nice-5 (5)              |
| 06-33       | Canton de Nice-6 (6)              |
| 06-37       | Canton de Nice-7 (7)              |
| 06-38       | Canton de Nice-8 (8)              |
| 06-39       | Canton de Nice-9 (9)              |
| 06-40       | Canton de Nice-10 (10)            |
| 06-41       | Canton de Nice-11 (11)            |
| 06-42       | Canton de Nice-12 (12)            |
| 06-43       | Canton de Nice-13 (13)            |
| 06-44       | Canton de Nice-14 (14)            |

43°42′N 7°16′Ø / 43.7°N 7.27°Ø